# André Almeida (football, 2000)
André Almeida né le 30 mai 2000 à Guimarães au Portugal, est un footballeur portugais qui évolue au poste de milieu central au Valence CF.

## Biographie

### Vitória Guimarães
Né à Guimarães au Portugal, André Almeida est formé par le club de sa ville natale, le Vitória Guimarães. Le 28 mars 2019, Almeida prolonge son contrat jusqu'en 2022 avec son club formateur,.
Il fait sa première apparition en équipe première le 5 août 2019, à l'occasion d'une rencontre de coupe de la Ligue portugaise face au CD Feirense. Il est titularisé et son équipe s'impose par un but à zéro. Trois jours plus tard il joue son premier match de coupe d'Europe lors d'un match de Ligue Europa face au FK Ventspils. Il entre en jeu à la place de Rochinha et son équipe l'emporte par trois buts à zéro. Le 18 août suivant il joue son premier match de Liga NOS contre le Boavista FC. Il est titulaire et les deux équipes se neutralisent (1-1).

### Valence CF
Le 25 août 2022, André Almeida rejoint l'Espagne afin de s'engager en faveur du Valence CF. Il signe un contrat de six ans, soit jusqu'en juin 2028.
Almeida inscrit son premier but pour le club le 17 septembre 2022, lors d'une rencontre de championnat face au Celta de Vigo. Il est titularisé et contribua à la victoire de son équipe par trois buts à zéro.

### En sélection
André Almeida joue quatre matchs avec l'équipe du Portugal des moins de 20 ans, tous en 2019.
Le 6 septembre 2021, André Almeida joue son premier match avec l'équipe du Portugal espoirs contre la Biélorussie. Il est titularisé puis remplacé par Paulo Bernardo et son équipe s'impose par un but à zéro. Il marque son premier but avec les espoirs dès son deuxième match, le 7 octobre 2021 face au Liechtenstein. Participant ainsi à la large victoire de son équipe par onze buts à zéro.

## Statistiques
| Saison                | Club                  | Championnat           | Championnat | Championnat | Coupe nationale | Coupe nationale | Coupe de la Ligue | Coupe de la Ligue | Supercoupe | Supercoupe | Compétition(s) continentale(s) | Compétition(s) continentale(s) | Compétition(s) continentale(s) | Total | Total |
| Saison                | Club                  | Division              | M.          | B.          | M.              | B.              | M.                | B.                | M.         | B.         | Comp.                          | M.                             | B.                             | M.    | B.    |
| 2019-2020             | Vitória SC            | Primeira Liga         | 8           | 1           | -               | -               | 2                 | 0                 | -          | -          | C3                             | 5                              | 0                              | 15    | 1     |
| 2020-2021             | Vitória SC            | Primeira Liga         | 30          | 2           | 2               | 0               | 1                 | 0                 | -          | -          | -                              | -                              | -                              | 33    | 2     |
| 2021-2022             | Vitória SC            | Primeira Liga         | 31          | 0           | 1               | 0               | 4                 | 0                 | -          | -          | -                              | -                              | -                              | 36    | 0     |
| 2022-2023             | Vitória SC            | Primeira Liga         | 3           | 0           | -               | -               | -                 | -                 | -          | -          | C4                             | 3                              | 0                              | 6     | 0     |
| Sous-total            | Sous-total            | Sous-total            | 72          | 3           | 3               | 0               | 7                 | 0                 | -          | -          | -                              | 8                              | 0                              | 90    | 3     |
| 2022-2023             | Valence CF            | Liga                  | 34          | 2           | 3               | 0               | -                 | -                 | 1          | 0          | -                              | -                              | -                              | 38    | 2     |
| Sous-total            | Sous-total            | Sous-total            | 106         | 5           | 6               | 0               | 7                 | 0                 | 1          | 0          | -                              | 8                              | 0                              | 128   | 5     |
| Total sur la carrière | Total sur la carrière | Total sur la carrière | 106         | 5           | 6               | 0               | 7                 | 0                 | 1          | 0          | -                              | 8                              | 0                              | 128   | 5     |